# Cerithiella laevis
Cerithiella laevis is een slakkensoort uit de familie van de Newtoniellidae. De wetenschappelijke naam van de soort is voor het eerst geldig gepubliceerd in 1912 door Thiele.